# Erysimum koelzii
Erysimum koelzii är en korsblommig växtart som beskrevs av Adolf Polatschek och Karl Heinz Rechinger. Erysimum koelzii ingår i släktet kårlar, och familjen korsblommiga växter. Inga underarter finns listade i Catalogue of Life.